# Sao (měsíc)
Sao je jedním z měsíců planety Neptun. Byl objeven Scottem Sheppardem a jeho týmem 14. srpna 2002. Je pojmenovaný po jedné z Néreoven z řecké mytologie. Jeho původní označení bylo S/2002 N 2, své jméno dostal 3. února 2007. Obíhá planetu ve vzdálenosti zhruba 22 400 000 km. Jeho průměr je přibližně okolo 44 km. Doba oběhu kolem Neptunu činí 2912,72 dní.